# La Vie mouvementée de Tess Foster
La Vie mouvementée de Tess Foster (Life with Boys) est une série télévisée canadienne en 41 épisodes de 22 minutes créée par Michael Poryes et diffusée entre le 9 septembre 2011 et le 2 novembre 2013 sur YTV.
En France, elle est diffusée depuis le 12 novembre 2011 sur Canal J et au Québec à l'automne 2013 sur VRAK.TV.

## Synopsis
Tess, 13 ans, vive, intelligente et curieuse vit avec son père Jack, un ex marine coach sportif, ses trois frères (les jumeaux Gabriel et Sam et Spencer), et son chien… Entourée d’autant de bizarreries masculines, elle se demande, chaque jour, pourquoi les garçons sont si différents des filles. Heureusement qu’avec sa copine Allie, elle peut parler de son incompréhension presque totale des garçons… Et Tess doit avouer qu’avoir des frères lui offre l’opportunité de faire des tests sur les garçons ce qui s’avère parfois bien utile !

## Distribution

### Acteurs principaux
- Torri Webster (en) : Tess Foster
- Madison Pettis : Allie Brooks, meilleure amie de Tess
- Nathan McLeod : Gabriel « Gabe » Foster, frère aîné
- Michael Murphy : Samuel Joseph « Sam » Foster, frère jumeau
- Jake Goodman : Spencer Foster, jeune frère
- Sandy Jobin-Bevans : Jack David Foster, père de Tess, Gabe, Sam et Spencer

### Acteurs récurrents
- John-Alan Slachta : Bobby Parelli
- Fransesca Martin : Kaylee
- Madison Scott : Chloe

## Épisodes

### Première saison (2011-2012)
1. Seule contre tous (Wrestling with Boys)
2. La vengeance est un plat qui se mange... ou pas (A Perfect Life with Boys)
3. Le langage des singes (Monkey Talk with Boys)
4. L'amitié à la sauce aigre-douce (In the Principal's Office with Boys)
5. Au secours, mon père est fier de moi ! (This Time the Problem Is with Dad and Not with Boys)
6. Être ou ne pas être... populaire (Social Death with Boys)
7. On ne badine pas avec l'amour (Set Up's with Boys)
8. La nouvelle voisine (The Big Kiss Off with Boys)
9. titre français inconnu (Chrisbus with Boys)
10. L'élan d'argent (Disarmed with Boys)
11. La guerre des toilettes (Bathroom Battles with Boys)
12. Ça schminge ! (Misguided Motives with Boys)
13. La spirale du mensonge (Double Trouble with Boys)
14. Double Jeu (Trouble with Boys)
15. titre français inconnu (When Something Better Comes Along with Boys)
16. Tess fait des ravages (Hitting the Breaks with Boys)
17. Le pouvoir de la mode (Fashion Faux Pas with Boys)
18. Un anniversaire mouvementé (Birthdays with Boys)
19. Être cool à tout prix (Smokin' with Boys)
20. Mon pire cauchemar (Nightmares with Boys)
21. Dur, dur d'être jumeaux (Driven Crazy with Boys)
22. Le voyage infernal (Blah, Blah, Blah with Boys)

### Deuxième saison (2012-2013)
1. titre français inconnu (Do You Wanna Dance With Boys)
2. titre français inconnu (Naughty and Nice with Boys)
3. titre français inconnu (Girl-Entine's Day With Boys)
4. titre français inconnu (Promoting Change With Boys)
5. titre français inconnu (Getting Up Off The Mat With Boys)
6. titre français inconnu (Up All Night With Boys)
7. titre français inconnu (Being Superduperficial With Boys)
8. titre français inconnu (Working Like a Dog With Boys)
9. titre français inconnu (Chasing Rats With Boys)
10. titre français inconnu (Carmageddon With Boys)
11. titre français inconnu (Young and Stupid With Boys)
12. titre français inconnu (Battling Bullies With Boys)
13. titre français inconnu (Let's Duet with Boys (Part 1))
14. titre français inconnu (Let's Duet with Boys (Part 2))
15. titre français inconnu (Partners in Rhyme with Boys)
16. titre français inconnu (So You Think Your Family Can Dance With Boys)
17. titre français inconnu (Climbing the Walls With Boys)
18. titre français inconnu (Say Goodnight With Boys)
19. titre français inconnu (Turtle-Sitting with Boys)